# روبر دوم، دوک نورماندی
روبر کورتوز (انگلیسی: Robert Curthose; ۱۰۵۱ – ۳ فوریهٔ ۱۱۳۴ (۸۳ سال) گاهی با نام روبر دوم یا روبر سوم هم نامیده می‌گردد. روبر از سال ۱۰۸۷ تا ۱۱۰۶ عنوان دوک نورماندی را در اختیار داشت و یکی از مدعیان ناکام و ناموفق نسبت به تاج و تخت پادشاهی انگلستان بود.

## نگارخانه

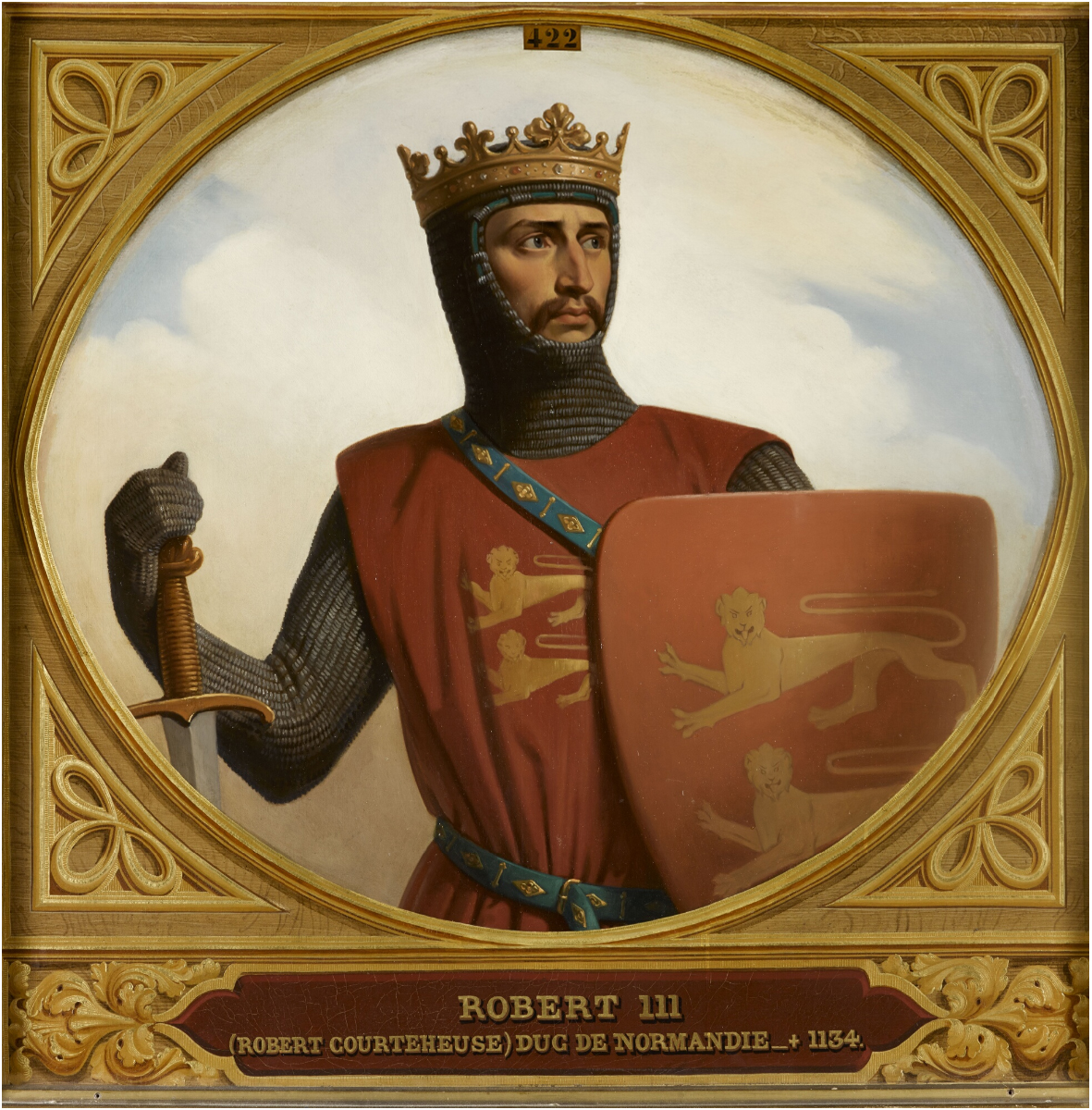
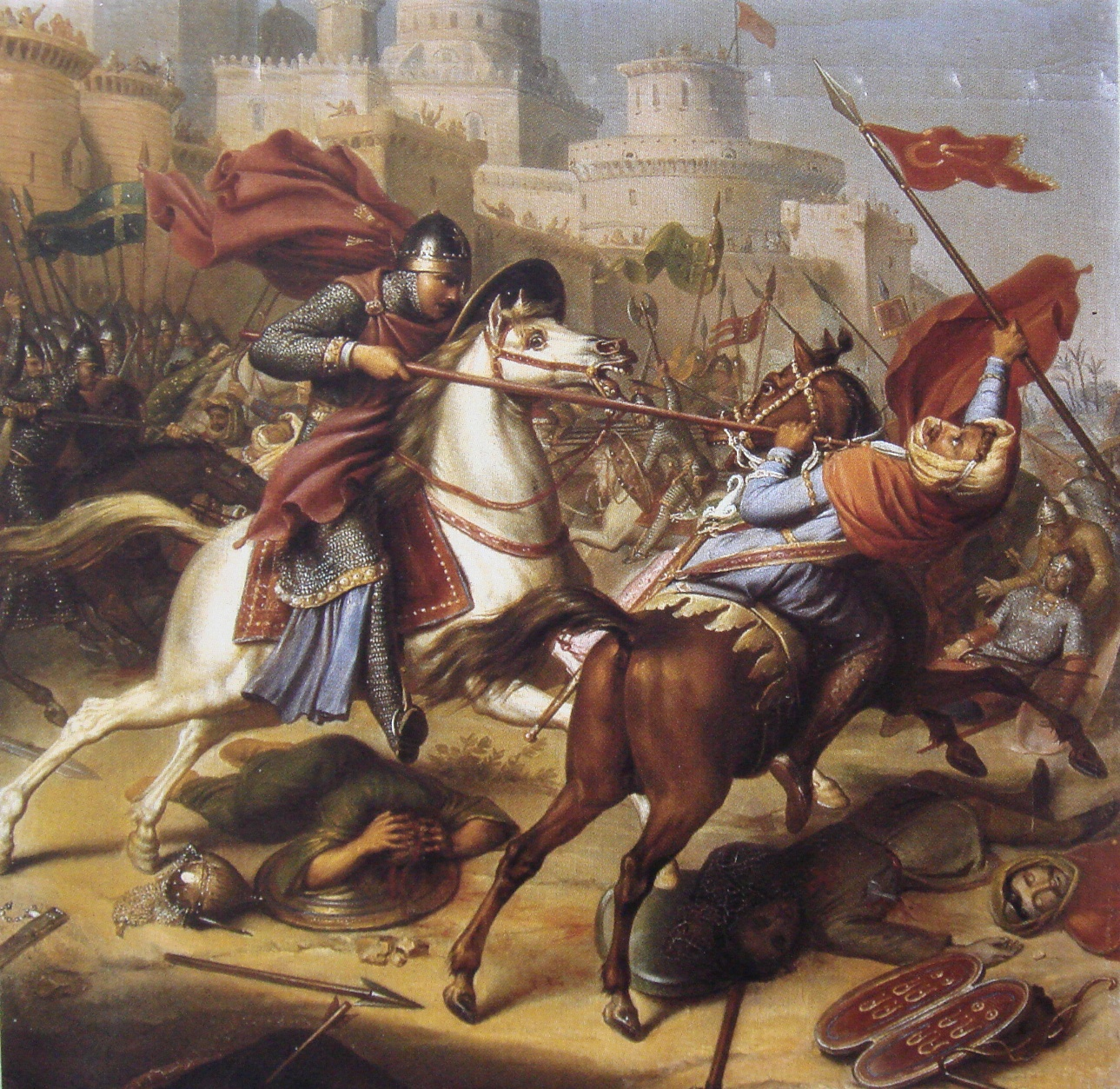
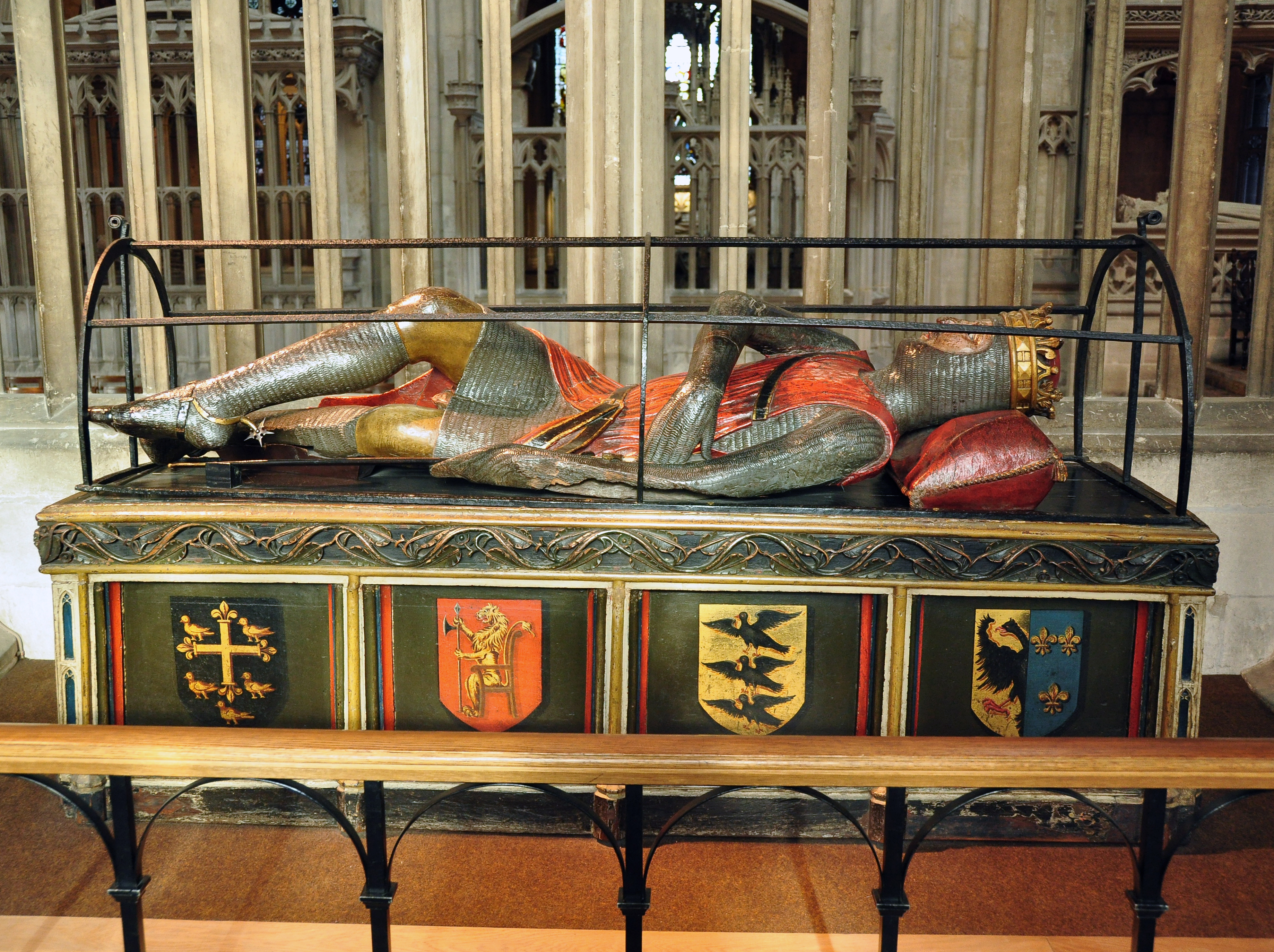
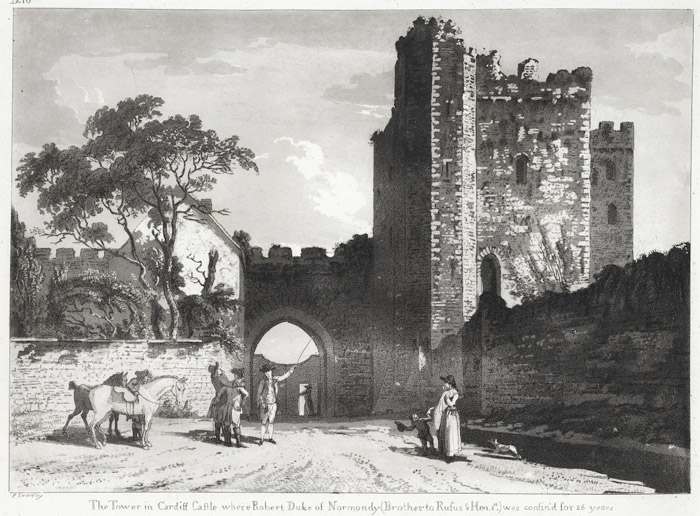